# Округ Елберт (Џорџија)
Округ Елберт (енгл. Elbert County) је округ у америчкој савезној држави Џорџија.

## Демографија
По попису из 2010. године број становника је 20.166, што је 345 (-1,7%) становника мање 2000. године.
| Група             | 2000.          | 2010.          |
| Белци             | 13.505 (65,8%) | 12.956 (64,2%) |
| Афроамериканци    | 6.328 (30,9%)  | 5.950 (29,5%)  |
| Азијати           | 50 (0,2%)      | 121 (0,6%)     |
| Хиспаноамериканци | 489 (2,4%)     | 967 (4,8%)     |
| Укупно            | 20.511         | 20.166         |